# Johann Gottfried Fulde
Johann Gottfried Fulde était un musicien et pasteur évangélique né le 21 septembre 1718 à Nimptsch (royaume de Bohême) et décédé le 4 janvier 1796 à Dyhernfurth (royaume de Prusse).

## Biographie
Jusqu'en 1732 il étudie au lycée Sainte-Marie-Madeleine de Breslau. Sa participation en tant que choriste à l'église Sainte Marie-Madeleine est ensuite attestée en 1735. Johann Christoph Altnikol (futur gendre de Johann Sebastian Bach) et Benjamin Gottlieb Faber figurent également dans cette chorale. Ils partent tous les trois à Leipzig en 1743 ; lui pour étudier la théologie, Altnikol pour la musique et Faber pour la médecine. Il participa activement comme violoniste et ténor à la vie musicale lipsienne sous l'autorité de Bach. Le 15 octobre 1747, Johann Sebastian Bach lui dédicaça son Canone à 3 voix doppio sopr'il soggetto en sol majeur BWV 1077. De 1792 à sa mort, Fulde exerça la charge de pasteur à Dyhernfurth.